# Encyclopedia Titanica
Encyclopedia Titanica es una página web en línea de referencia que contiene extensa información -y constantemente actualizada- acerca del transatlántico británico RMS Titanic y su hundimiento en 1912. El sitio web, una organización sin ánimo de lucro, es una base de datos de pasajeros y biografías de la tripulación, planos de cubierta, y otros artículos entregados por historiadores o entusiastas acerca del Titanic. En 1999, el periódico The New York Times notó que el sitio "puede ser el sitio web más extenso acerca del Titanic", basado en su contenido. El Chicago Tribune lo llamó "un sitio de Internet maravillosamente detallado."

## Historia
La Encyclopedia Titanica fue fundada por Philip Hind. El sitio web se puso en línea en septiembre de 1996. En marzo de 1999, el sitio web había recibido más de 600.000 visitas. Es actualmente el recurso más renombrado y vasto con información acerca del Titanic.

## Contenido
Encyclopedia Titanica contiene una elevada gama de información sobre el barco, sus pasajeros y una variedad de temas relacionados.  Cada pasajero y miembro de tripulación tiene una página separada que contiene al menos una base acerca de sus datos biográficos, y muchos de ellos contienen detalladas biografías, fotografías y artículos contemporáneos.  El sitio también contiene investigaciones originales a cargo de profesionales e historiadores amateur entusiastas del Titanic, de todas las  partes del mundo.
Encyclopedia Titanica también contiene un foro de debate activo con más de 11.700 miembros (en noviembre de 2012) y 300.000 mensajes. Entre los temas de discusión en el foro de debate se encuentran los siguientes:
- Investigaciones acerca de los pasajeros
- Asignación de los camarotes
- Teorías acerca de la colisión y el hundimiento
- Investigaciones acerca de la tripulación
- Descubrimiento, rescate de restos y exploración del pecio
- La época eduardiana
- Vida a bordo
- Víctimas y supervivientes
- Barcos que pudieron haber estado en las cercanías del naufragio
- Construcción y diseño
- El Titanic en arte, fotografía y música
- El Titanic en libros
- El Titanic en películas
- El Titanic en la televisión
- Otros barcos y naufragios